# Il combattimento di Tancredi e Clorinda

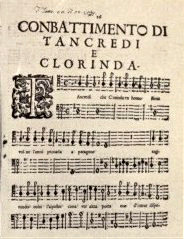
Partitur

Il combattimento di Tancredi e Clorinda (Der Kampf zwischen Tancredi und Clorinda, SV 153) ist ein dramatisches Madrigal des italienischen Musikers Claudio Monteverdi. Das Werk wurde 1624 am Karneval in Venedig im Palast von Girolamo Mocenigo uraufgeführt und 1638 in Monteverdis achtem Madrigalbuch gedruckt. Die gattungstechnische Zuordnung ist umstritten, in der Erstausgabe bezeichnet Monteverdi den Combattimento als ein Beispiel des genere rappresentativo („darstellerisches Genre“).
Das Werk ist für drei Stimmen gesetzt: zwei Tenöre (Erzähler/Testo und Tancredi) und ein Sopran (Clorinda). Dem Sängertrio steht ein Streichersatz von vier Viole da braccio mit Basso continuo gegenüber, der von einer Bassgambe und einem Cembalo übernommen wird.

## Text
Als Libretto verwendet Monteverdi eine Episode aus dem 12. Gesang des Epos Das befreite Jerusalem von Torquato Tasso. Während des ersten Kreuzzuges hält der christliche Kreuzfahrer Tancredi die sarazenische Kriegerin Clorinda, seine Geliebte aus dem feindlichen Lager, in ihrer Rüstung für einen Mann und fordert sie zum Kampf. Tancredi versetzt Clorinda einen tödlichen Schlag und erkennt sie erst, als er ihren Helm abnimmt. Aber bevor Clorinda stirbt, nimmt sie den christlichen Glauben an.

## Spieltechnische Neuerungen und Anweisungen
Il combattimento ist ein Meilenstein in der Musikgeschichte des 17. Jahrhunderts. Monteverdi führt hier erstmals zwei neue Spieltechniken für Streichinstrumente ein: Tremolo und Pizzicato. Auf dem Höhepunkt der ersten Kampfszene zwischen Tancredi und Clorinda sind die Streicherakkorde mit dem Hinweis versehen: „Hier legt man den Bogen weg und reißt die Saiten mit zwei Fingern“. Die italienische Vorschrift legt die Ausführung eines sog. Bartóḱ-Pizzicato nahe. Das durch das Wort strappare als ziemlich kräftig charakterisierte Pizzicato erfüllt an dieser Stelle eine doppelte Funktion: zum einen wird das unritterliche Stoßen mit dem Helm lautmalerisch nachgezeichnet; zum anderen aber ist das Pizzicato der perkussive Höhepunkt einer musikalischen Steigerungslinie. Das Tremolo erklingt als schnelle Wiederholung eines Einzeltones, um die kämpferische Erregung wiederzugeben.
Harnoncourt bezeichnete die musikhistorisch oft erwähnte 'Erfindung des Tremolos' als falsch, da Monteverdi eine bewusste Unterteilung einer Note in Sechzehntel vornahm, um zum ersten Mal Eifer und Erregung in Musik ausdrücken zu können. Laut Monteverdi konnte bis dato nur Mäßigung und Traurigkeit ausgedrückt werden. Tonwiederholungen gab es vor 1600 nicht, weshalb es laut Monteverdis Aufzeichnungen die Musiker zunächst ablehnten diese zu spielen, da sie als unmusikalisch galten.
Im Vorwort des achten Madrigalbuchs von 1638 untersagt der Komponist den ausführenden Sängern Triller, mit Ausnahme der Stanze, die mit dem Wort Notte („Nacht“) beginnt.

## Affektenlehre
Den Text des Combattimento wählte Monteverdi aus, „um die beiden entgegengesetzten Leidenschaften zu erreichen, die im kriegerischen Gesang am Platz sind, nämlich Gebet und Tod“. Zu diesem Zweck erfand er das genere concitato zur Darstellung des Zorns, „weil ich weiß, dass es die Gegensätze sind, die in großem Maße unser Gemüt bewegen; dass das Ziel, zu bewegen, die gute Musik haben muß…“ Infolgedessen blieb das adlige Publikum bei der Uraufführung in Venedig „so bewegt vom Affekt des Mitleids, dass es den Tränen nahe war. Und es applaudierte, weil dies ein Gesang von einer Art gewesen war, die noch nie gesehen oder gehört wurde.“